# リトルデビル
『リトルデビル』（原題:Little Evil）は2017年に配信されたアメリカ合衆国のコメディ映画である。監督はイーライ・クレイグ、主演はアダム・スコットが務めた。

## ストーリー
ゲイリー・ブルームはサマンサと結婚することになったが、彼女にはルーカスという5歳の息子がいた。ゲイリーはルーカスと仲良くなろうとしたが、ルーカスからは無視されるばかりであった。そんなある日、ゲイリーは結婚式場のカメラマンのカールから、撮影した映像がおかしいと聞かされたが、特に気に留めなかった。その後、ゲイリーは不動産売買の交渉に出向き、古い修道院をゴスペル神父に高く売りつけることに成功した。ほどなくして、ゲイリーはルーカスが通う学校から呼び出しを食らった。ルーカスから「地獄に落ちろ」と罵られた理科教師がその日のうちに飛び降り自殺を図ったのだという。ゲイリーは精神科医から「ルーカスはカウンセリングを受ける必要があるでしょう。ルーカスの奇矯な振る舞いの原因は貴方にあるようですから、貴方もカウンセリングを受けるべきです。」と言われた。
その話を聞いたサマンサは「息子に対する言い掛かりだ。貴方もルーカスに非があると考えているのか」などと憤慨したが、ゲイリーは何とか彼女を宥めることができた。カウンセリングの日、会場には義理の息子・娘との関係構築に悩む父親たちがいた。その中には、ゲイリーの友人であるアルの姿もあった。ゲイリーがルーカスに関する悩みを告白したところ、会場にいた全員がゲイリーに同情した。翌日、ルーカスの誕生日パーティーが開かれ、ゲイリーはルーカスを喜ばせるためにピエロを手配した。ピエロが芸を披露している最中、ピエロの服に火がつくという事件が発生した。ゲイリーはこの一件にただならぬものを感じ、カールが撮影したビデオを見る。結婚式の最中に竜巻に巻き込まれたときの映像を見たゲイリーは驚愕した。ルーカスの周囲には一切風が吹いていなかったためである。カールは「ルーカスは悪魔の子に違いない。事実、サマンサと結婚した男は一人（ガブリエル）を除いて命を落としている」と言い、ゲイリーにガブリエルの住所を教えた。
ゲイリーがルーカスの生物学上の父親について聞いたところ、サマンサはかつて自分がカルト教団に入信していたころ、ある儀式を通じてルーカスを身ごもったことを明かす。その後、ゲイリーがアルを連れてガブリエルの元を訪れると、ガブリエルは教会の地下室で苦行に打ち込んでいた。ガブリエルは「ルーカスの正体は反キリストであり、一般人には対処不能である。ベツレヘムへ行き、ゴザメルという悪魔退治の専門家の力を借りなさい」とゲイリーに言った。帰宅の途に就いた2人はペンシルベニア州のベスレヘムでカルト教団が騒ぎを起こしているとのニュースを耳にした。2人は「ゴザメルがいるベツレヘムはイスラエルのベツレヘムではなく、ペンシルベニア州のベスレヘムに違いない」と確信し、そのまま同地へと急行する。

## キャスト
- アダム・スコット - ゲイリー・ブルーム（吹替：川田紳司）
- エヴァンジェリン・リリー - サマンサ・ブルーム（吹替：長尾明希）
- オーウェン・アトラス - ルーカス・ブルーム（吹替：室伏佑哉）
- ブリジット・エヴァレット - アル
- クランシー・ブラウン - ゴスペル
- サリー・フィールド - ミス・シャイロック
- カイル・ボーンハイマー - ヴィクター
- クリス・デリア - ウェイン
- ドナルド・フェイソン - ラリー
- カーラ・ギャロ - ウェンディ
- タイラー・ラビーン - カール・C・ミラー
- ブラッド・ウィリアムズ - ゴザメル

## 製作・マーケティング
2013年5月16日、ユニバーサル・ピクチャーズが本作の映画化に着手し、イーライ・クレイグを監督に起用したと報じられた。2016年9月15日、Netflixが本作の配信権を買い取り、アダム・スコットとエヴァンジェリン・リリーを起用したとの報道があった。26日、カイル・ボーンハイマーがキャスト入りした。本作の主要撮影は同月中にオハイオ州クリーブランドで始まった。
2017年8月22日、本作のオフィシャル・トレイラーが公開された。

## 評価
本作は批評家から好意的に評価されている。映画批評集積サイトのRotten Tomatoesには12件のレビューがあり、批評家支持率は92%、平均点は10点満点で6.5点となっている。
日本のニュースサイト@DIMEの編集者・タジリは、主人公のゲイリーが、ルーカスとの関係に悩み、サマンサと衝突しながら、父として成長する姿にほっこりしたと評価している。
日本のゲーム系ニュースサイト・ファミ通Appでは、くすっと笑えるダークホラーだと評し、作中に潜む様々なホラー映画のオマージュを探してみるのもよいだろうと紹介されている。